# Tineo
Tineo is een gemeente in de Spaanse provincie en regio Asturië met een oppervlakte van 540,83 km². Tineo telt 9.904 inwoners (1 januari 2016).

## Demografische ontwikkeling
Bron: INE; 1857-2011: volkstellingen